# 755 до н. е.

## Події
Ашшур-нірарі V успадкував трон царя Ассирії після свого брата Ашшур-дана ІІІ.
За однією з ірландських традицій король Нуаду Фін Файл замінив короля Арта Імлеха.

### Астрономічні явища
- 21 січня. Повне сонячне затемнення.[1]
- 16 липня. Кільцеподібне сонячне затемнення.[1]